# Serra do Piloto
Serra do Piloto fica ao Norte do município de Mangaratiba, na Costa Verde do Estado do Rio de Janeiro, sendo o 5° Distrito do município de Mangaratiba.
A serra pertence a APA de Mangaratiba, com grande representatividade do ecossistema de Floresta ombrófila densa.
O local obteve destaque em meados do século XIX, quando era ponto de passagem de escravos e café que iam rumo ao município por meio da Estrada São João Marcos(RJ-149), antiga Estrada Imperial, a primeira via de rodagem do Brasil, datada de 1856.
Ao longo de 40 km de extensão, a estrada oferece uma bela vista para a Baía de Mangaratiba, o que atrai bastante turistas em busca de trilhas ou esportes de aventura por quedas d´água como as cachoeiras dos Escravos e ruínas de São João Marcos. Contudo, a Serra do Piloto também chama a atenção pelos prédios antigos de linhas arquitetônicas simples, típicas do período colonial, pontos e algumas ruínas.